# Monumentale begraafplaats van Staglieno

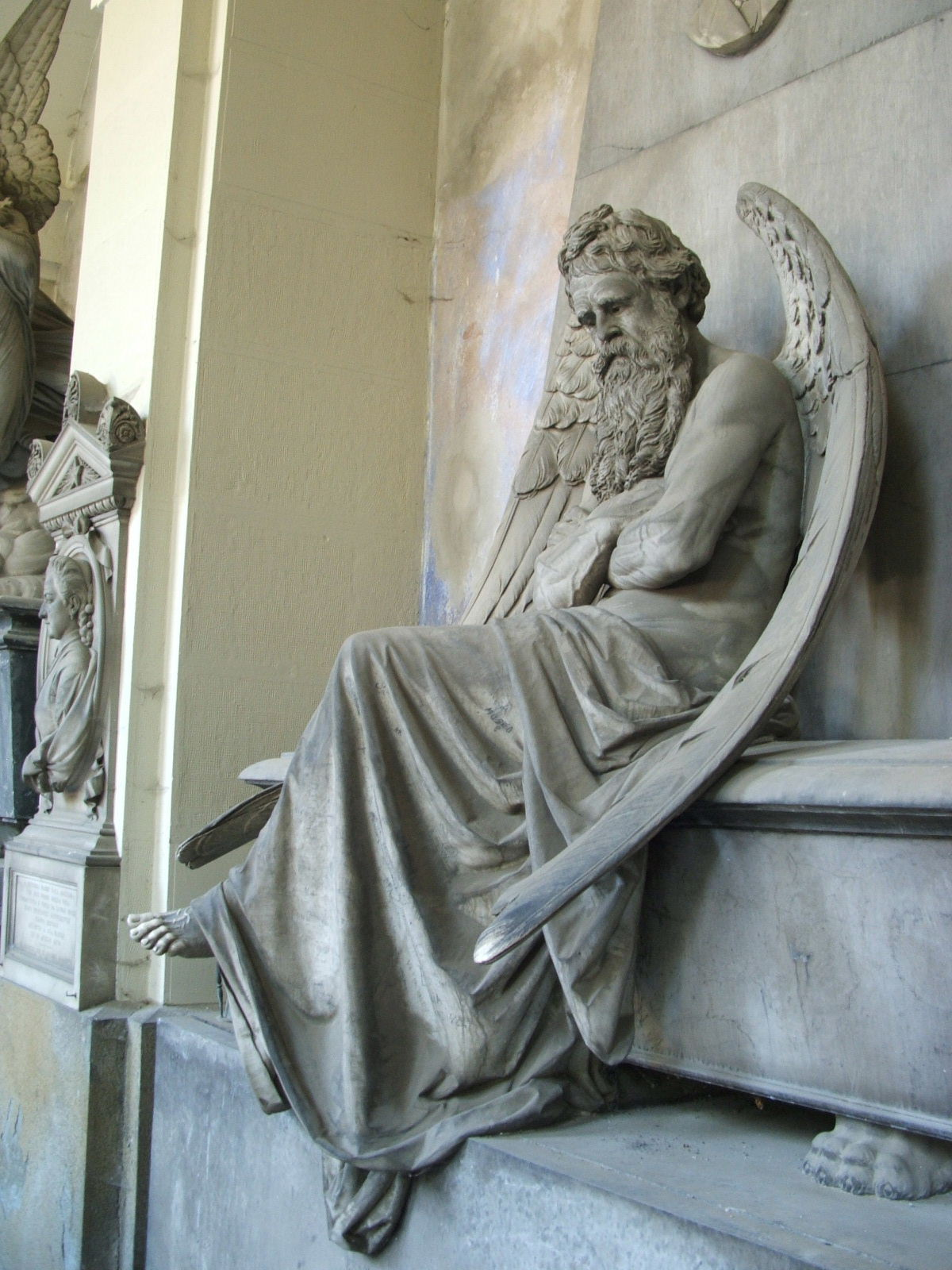
Praalgraf met sculptuur van Chronos

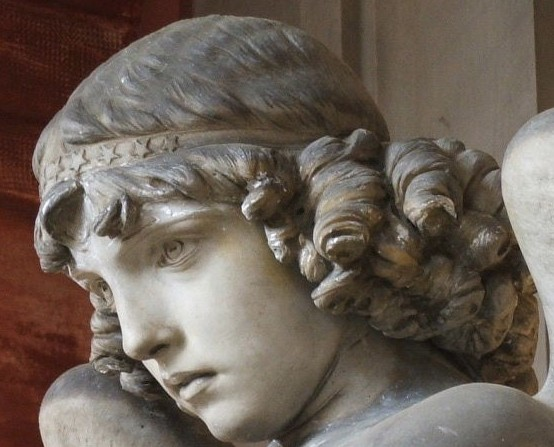
Detail van de beroemde "Angelo di Monteverde"

Monumentale begraafplaats van Staglieno (Cimitero monumentale di Staglieno) is een begraafplaats in Genua, die zeer bekend is voor haar grote hoeveelheid aan uitzonderlijke waardevol funerair erfgoed. De totale oppervlakte bedraagt ruim 33 hectare.

## Tombes
- Michele Novaro
- Egon Terzetta

De tombe van de familie Oneto is versierd met een staande engel in marmer, gekapt door steenhouwer Giulio Monteverde. Volgens kunsthistorici een toonbeeld van neoklassieke religieuze beeldhouwkunst.